# سد گونگسان
سد گونگسان (به لاتین: Gongsan Dam) یک سد در کره جنوبی است.